# Иовчев, Филипп Петрович
Филипп Петрович Иовчев (1930—2008) — советский передовик производства, бригадир колхоза имени Ленина Арцизского района Одесской области Украинской ССР. Герой Социалистического Труда (1977).

## Биография
Родился 2 октября 1930 года в селе Бургуджи, Арцизского района Одесской области Украинской ССР в семье болгарского крестьянина.
С 1940 года после прохождения обучения в школе, в возрасте десяти лет очень рано начал свою трудовую деятельность прицепщиком Плоцкой машинно-тракторной станции. 
С  1946 года окончил семь классов Бургуджийской сельской школы. С 1947 года после окончания Теплицкого училища механизаторов начал работать трактористом, позже был назначен — руководителем механизированного звена, с 1958 года был назначен — руководителем комплексной бригады  Плоцкой машинно-тракторной станции колхоза имени С. М. Кирова Арцизского района Одесской области Украинской ССР. Под руководством Ф. П. Иовчева  бригада обрабатывала более 2000 гектаров пашни, урожаи кукурузы на пашнях его бригады достигли около восьмидесяти центнеров с гектара, зеленой массы кукурузы — пятисот центнеров с гектара, озимой пшеницы — пятьдесят центнеров с гектара, сои — двадцать пять центнеров с гектара, сахарной свёклы — семисот центнеров с гектара.
8 апреля 1971 года Указом Президиума Верховного Совета СССР «за выдающиеся трудовые успехи» Филипп Петрович Иовчев был награждён орденом Ленина.
22 декабря 1977 года Указом Президиума Верховного Совета СССР «за выдающиеся успехи, достигнутые во Всесоюзном социалистическом соревновании, проявленную трудовую доблесть в выполнении планов и социалистических обязательств по увеличению производства и продажи государству зерна и других продуктов земледелия в 1976 году» Филипп Петрович Иовчев был удостоен звания Героя Социалистического Труда с вручением ордена Ленина и золотой медали «Серп и Молот».  
Ф. П. Иовчев получил среднее образование, закончив Виноградовскую среднюю школу, с 1971 по 1974 годы обучался на заочном отделении Белгород-Днестровского сельскохозяйственного техникума, по окончании которого получил специзацию гидротехника. Помимо основной деятельности занимался и общественно-политической работой: был членом Арцизского районного комитета Коммунистической партии Украины, избирался депутатом исполнительных комитетов Одесского областного, Арцизского районного и Виноградовского сельского Советов народных депутатов.
После выхода на заслуженный отдых жил в селе Виноградовка Одесской области Украины. 
Скончался 5 сентября 2008 года.

## Награды
- Медаль «Серп и Молот» (22.12.1977)
- Орден Ленина (08.04.1971; 22.12.1977)
- Орден Трудового Красного Знамени

## Память
- В память о Ф. П. Иовчеву на здании Виноградовского сельского Совета Одесской области установлена мемориальная доска[2]